# Kinder, Küche, Kirche
Kinder, Küche, Kirche ([ˈkɪndɐ ˈkʏçə ˈkɪʁçə], киндер, кюхе, кирхе; с нем. — «дети, кухня, церковь»), или 3 K, — немецкое устойчивое выражение, описывающее основные представления о социальной роли женщины в германской консервативной системе ценностей. Автором данной аллитерации принято считать кайзера Вильгельма II. Авторство также иногда ошибочно приписывают канцлеру Германской империи Отто Эдуарду Леопольду Бисмарку, что выразилось в «знаменитых трёх „К“ Бисмарка».
Существуют менее распространённые варианты изречения вроде «Kinder, Küche, Kaiser». В некоторых из них выражение принимает вид «4 К»: «Kinder, Küche, Kirche, Kleider».

## Нацистская Германия
После прихода к власти Гитлера в 1933 году он принял «Закон о поощрении брака», по которому каждая пара новобрачных получала заём в размере 1000 марок (примерно в 9 раз больше среднемесячной зарплаты). После рождения каждого ребёнка вплоть до четвёртого с займа списывались 250 марок.
В сентябре 1934 года, выступая перед Женской национал-социалистической организацией, Гитлер заявил, что «мир немецкой женщины — это её муж, её семья, её дети и её дом». Был учреждён специальный знак отличия — Почётный крест немецкой матери — который получали немки, родившие четырёх и более детей. Последнюю часть лозунга — церковь — из-за антирелигиозных кампаний во времена нацистов старались опускать.
В то же время медицина, юриспруденция и служба в правительственных структурах были разрешены только мужчинам. Только к концу войны из-за тяжёлых потерь в вооружённых силах и острой нехватки оружия и амуниции пришлось вернуть женщин на фабрики.

## После Второй мировой войны
В 1967 американская феминистка Наоми Вайсштайн написала книгу «Kinder, Küche, Kirche как научный закон: психология создаёт женщину» («Kinder, Küche, Kirche as Scientific Law: Psychology Constructs the Female») — один из первых трудов в области психологии женщин, который переиздавался 42 раза на 6 языках.